# Археологічна зона Пакіме
Ка́сас-Гра́ндес або Пакіме́ (ісп. Casas Grandes — «великі доми» або Paquimé) — доколумбове місто та археологічна ділянка на його території в мексиканському штаті Чиваві, що часто розглядається як найважливіша археологічна ділянка в Північно-східному регіоні країни. Касас-Грандес знаходиться в широкій родючій долині річки Сан-Мігель приблизно за 40 км від міста Ханос та за 240 км на північний схід від міста Чивави.

## Доколумбова культура

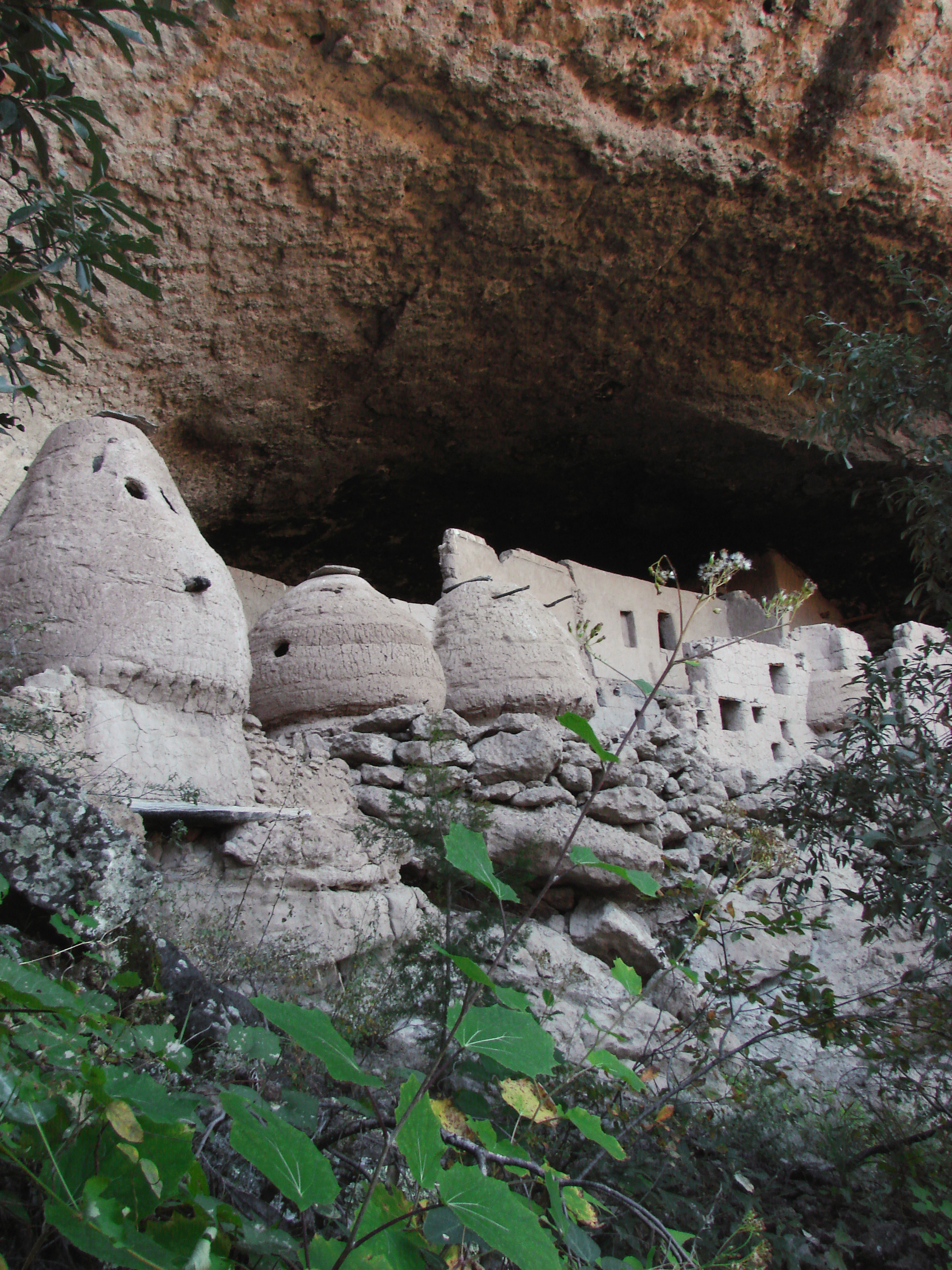
Залишки культури Касас-Грандес у печері Куева-де-лас-Харільяс

мешканці району почали засновувати невеликі поселення уздовж цієї долини між 1130 і 1300 роками н. е. Розмір поселень значно зріс протягом 14 століття, наприкінці якого поселення почали забудовуватися будівлями у кілька поверхів, а їх населення досягало 2500 мешканців. Найбільші поселення мали традиційні месоамериканські поля у форму літери I для гри у м'яч, ринкові площі та складну систему збереження води.
Тут активно розвивалися ремесла, продуктами яких були мідні дзвоники та прикраси, намиста з морських перлин, різноманітні гончарні вироби. Ймовірно поселення мали значне розділення праці та розвинену систему торгівлі. Гончарні вироби Касас-Грандес мали білу або руду поверхню з блакитними, червоними, коричневими або чорними узорами, і часто вважаються кращими за сучасні гончарні вироби цього району. Вкриті глазур'ю посудини часто робилися у формі фігурки людини. Ці вироби активно експортувалися у райони від Нью-Мексико до півдня Мексики.
Пакіме було найбільшим поселенням культури Касас-Грандес. Місто спершу мало близько 20 великих будівель, збудованих з саману, кожна зі власним двором та огороджена власною стіною, та зі спільною системою водогону. У місті застосовувалася складана система контролю води, що включала дренажні системи, резервуари для збереження води, канали для підведення води до домів та систему каналізації. Розкопки також виявили фрагменти яєчної шкаралупи, скелети птахів та залишки кліток, що ймовірно використовувалися для вирощування макак, важливих для релігійних ритуалів деяких культур району. Це поселення було повністю перебудоване в 14 столітті, зокрема одноповерхові будинки були замінені багатоповерховими. На початку 15 століття місто було покинуте.
Найбільша колекція знахідок цієї археологічної ділянки знаходиться у Музеї Народів та Культур, Прово, Юта.

## Руїни
На момент іспанського завоювання район міста мав багато штучних курганів, де яких шукачі скарбів знайшли велику кількість кам'яних сокир, ступ, гончарних виробів та різноманітного знаряддя. На той час значні фрагменти зруйнованих будівель все ще стояли на відстані біля кілометру від тогочасного поселення. Будівлі у руїнах були збудовані з висушених на сонці блоків глини та гравію близько 55 см завтовшки та різної довжини, зазвичай близько 3 м, ймовірно вони формувалися та висушувалися біля місця будівництва. На обох сторонах стіни залишилися шматки штукатурки. Найбільша споруда мала розміри близько 240 м з півночі на південь та близько 75 м зі сходу на захід, майже прямокутна, та складалася з кількох окремих одиниць, з'єднаних галереями.
Житлові приміщення мали різні розміри, від дуже маленьких кімнат, майже розміром з шафу, до просторих зал та дворів. Стіни в деяких місцях досягають 15 м заввишки, що дозволяє оцінити висоту в 6-7 поверхів.
Інші споруди, приблизно за 150 м від головної будівлі, складалися з серії кімнат навколо квадратного внутрішнього двору, 7 з кожного боку, з більшими кімнатами у кутах.
Подібні, хоча й менші, руїни також збереглися біля міст Гіла, Салінас і Колорадо, ймовірно збудовані тією ж культурною групою, пов'язаною з культурою Моголлон на північ від них.